# Chaetolonchaea brevipilosa
Chaetolonchaea brevipilosa is een vliegensoort uit de familie van de Lonchaeidae. De wetenschappelijke naam van de soort is voor het eerst geldig gepubliceerd in 1934 door Czerny.